# Geert Bourgeois
Geert Albert Bourgeois (uitspraakⓘ) (Roeselare, 6 juli 1951) is een Belgisch politicus voor N-VA. Van 25 juli 2014 tot 2 juli 2019 was hij minister-president van Vlaanderen. Hij was ook advocaat aan de balie van Kortrijk, federaal volksvertegenwoordiger voor de Volksunie (1995-2001) en voor de N-VA (2001-2004). Van 2019 tot 2024 zetelde hij in het Europees Parlement.

## Biografie
De vader van Geert Bourgeois, Emiel Bourgeois, werd op het eind van de Eerste Wereldoorlog, op 10 oktober 1918, geboren te Hulste. Hij was onderwijzer. Na de Tweede Wereldoorlog werd hij beschuldigd van collaboratie en een tijdlang gevangengezet. Nadien werd hij gerehabiliteerd en tot directeur benoemd in de basisschool waarin hij voordien les gaf. Hij stierf in 1998. Emiel Bourgeois huwde Gaby Vens uit Izegem (1920-2015); ze kregen twee zonen en twee dochters.
Geert Bourgeois volgde zijn middelbare studies aan het Sint-Jozefscollege te Izegem. Daarna studeerde hij van 1970 tot 1975 rechten aan de Rijksuniversiteit Gent. Datzelfde jaar huwde hij Betty Hoste en samen richtten ze in 1975 een advocatenkantoor op. Ze hebben twee zonen. In 2003 verliet Bourgeois de advocatuur om zich volledig toe te leggen op zijn politieke loopbaan.
Bourgeois was reeds vroeg politiek geëngageerd. Tijdens zijn middelbare studies was hij lid van de Katholieke Studentenactie (KSA). Hij stichtte samen met zijn broer Kris en zijn klasgenoot Koen Baert anno 1966 een Blauwvendelgroep van pater Bouquillon. Toen dit later opging in het VNJ verliet hij deze afdeling. Later werd hij actief in de Vlaams-Nationale Studentenunie en het Taal Aktie Komitee. Op 17-jarige leeftijd werd hij secretaris van de plaatselijke Volksunie-afdeling en voorzitter van de Izegemse Volksunie-jongeren.

## Politieke loopbaan

### Gemeentepolitiek
In oktober 1976 nam Bourgeois voor het eerst deel aan de gemeenteraadsverkiezingen. Hij werd verkozen met 997 voorkeurstemmen. Omdat hij nog eerst zijn legerdienst moest vervullen, zetelde hij pas vanaf 1977. In 1982 werd hij herverkozen en kwam de Volksunie mee in het stadsbestuur. Bourgeois werd begin 1983 eerste schepen, bevoegd voor Openbare Werken, Ruimtelijke Ordening, Stadskernvernieuwing, Handel, Middenstand en Industrie en Juridische Aangelegenheden. Na de verkiezingen van 1988 bleef hij eerste schepen, een functie die hij zou uitoefenen tot in 1994. Bij de verkiezingen van dat jaar kwam een andere meerderheid aan de macht in Izegem. Hij bleef gemeenteraadslid van Izegem tot in 2018 en was bij de gemeenteraadsverkiezingen van dat jaar geen kandidaat meer. Van 2013 tot 2018 was hij in de gemeente voorzitter van de gemeenteraad.

### Nationale politiek
Vanaf 1977 deed Geert Bourgeois mee aan alle nationale verkiezingen. Hij werd lid van de nationale partijraad van de Volksunie en van 1990 tot 1993 was hij de voorzitter van de Vereniging van Vlaamse mandatarissen. In 1996 werd hij lid van het Volksunie-partijbestuur.
Bij de verkiezingen van mei 1995 werd hij verkozen tot federaal volksvertegenwoordiger. In de Kamer legde hij zich vooral toe op juridische en communautaire aangelegenheden. Niettegenstaande hij oppositielid was, slaagde hij er toch in om verschillende wetsvoorstellen van zijn hand goedgekeurd te krijgen, zoals bijvoorbeeld de wet op het bronnengeheim waardoor journalisten voortaan enkel nog in noodsituaties de identiteit van hun informatiebronnen moeten prijsgeven. Hij vergaarde nationale bekendheid door zijn activiteiten als lid van de Commissie-Dutroux en zijn rol bij de Octopus-onderhandelingen. In 1999 werd Bourgeois VU-fractieleider in de Kamer van volksvertegenwoordigers en bleef dit tot in 2000.
Binnen de Volksunie ging Bourgeois zich steeds meer verzetten tegen de maatschappelijk progressief-liberale en communautair meer gematigde partijkoers die onder partijvoorzitters Bert Anciaux en Patrik Vankrunkelsven werd uitgedragen en toonde hij zich kritisch voor de alliantie met de politieke vernieuwingsbeweging ID21. Om de radicale Vlaams-nationalistische lijn van de partij te bewaken, vormde hij vanaf augustus 1999 de zogenaamde "Oranjehofgroep" (die later de basis zou vormen voor N-VA), met figuren als Frieda Brepoels, Eric Defoort, Jan Loones, Chris Vandenbroeke, Karel Van Hoorebeke, Danny Pieters, Ben Weyts en Bart De Wever. De naam werd ontleend aan een Gents horecabedrijf waar de bijeenkomsten plaatsvonden. 
In januari 2000 werd hij door de leden van de toenmalige Volksunie verkozen tot algemeen partijvoorzitter van de Volksunie, ten nadele van zetelend partijvoorzitter Patrik Vankrunkelsven. Bourgeois, rechtstreeks verkozen door de leden, kreeg echter een partijbestuur tegenover zich dat gedomineerd werd door de strekking rond Bert Anciaux. Het gevolg waren hoogoplopende spanningen over de richting en de koers van de partij. De tegenstellingen tussen Bourgeois' Vlaams-nationalistische vleugel, die wilde dat de VU een conservatieve, onafhankelijke Vlaams-nationalistische koers zou voeren, en de vleugel onder leiding van Bert Anciaux, die de Volksunie en haar progressief vooruitstrevend programma wilde doen aansluiten bij een andere politieke partij, leidden uiteindelijk tot het uiteenvallen van de VU. De ondergang van de partij werd onafwendbaar na de interne discussies over het Lambermontakkoord. Bourgeois wilde dit akkoord, ondanks het gegeven dat het werd goedgekeurd door de partijraad van de Volksunie, niet steunen. Hij keurde dit dan ook tegen de instructies dienaangaande van de bevoegde partijorganen niet goed. Het partijbestuur schaarde zich onder leiding van toenmalig minister Bert Anciaux wel achter het akkoord, waarop Bourgeois in januari 2001 ontslag nam als voorzitter. Samen met Kamerleden Frieda Brepoels, Karel Van Hoorebeke en Danny Pieters weigerde Bourgeois uiteindelijk in het parlement in te stemmen met het Lambermontakkoord.
Bij een algemeen ledenreferendum over de toekomst van de partij won de groep-'Vlaams-nationaal' rond Bourgeois met net geen 50% van de stemmen, tegen de twee andere deelnemende groepen, de 'Toekomstgroep' en 'Niet-Splitsen' onder leiding van respectievelijk Bert Anciaux en Johan Sauwens. Aangezien minstens 50% van de stemmen behaald diende te worden om de naam Volksunie te kunnen voortzetten, richtten Bourgeois en zijn medestanders in november 2001 een nieuwe partij op, de Nieuw-Vlaamse Alliantie (N-VA). Tot juli 2004 was hij de eerste voorzitter van de N-VA, die een felle oppositie ging voeren tegen de paarse meerderheid. In zijn boek De puinhoop van Paars-groen bekritiseerde hij fel de Belgische regering van 1999-2002. In mei 2003 werd Bourgeois als enige N-VA-kandidaat herverkozen als federaal Kamerlid in de kieskring West-Vlaanderen, wat hij bleef tot in juni 2004. Omdat de overlevingskansen van N-VA als zelfstandige partij op dat moment gering werden geacht, ging Bourgeois in de zomer van 2003 onderhandelen aan over een kartel met CD&V. In eerste instantie sprongen de gesprekken af omdat Bourgeois de christendemocraten zich op communautair vlak niet duidelijk genoeg profileerden, maar onder invloed van slechte peilingen kwam er een tweede poging om het kartel te vormen, wat in februari 2004 resulteerde in de oprichting van het Valentijnskartel. Het kartel CD&V/N-VA werd bij de Vlaamse verkiezingen van 13 juni 2004 met 26,1 procent de grootste formatie en kreeg zo het initiatiefrecht om een Vlaamse regering te vormen.
Bij deze verkiezingen werd Bourgeois verkozen in de kieskring West-Vlaanderen. Hij bleef ruim een maand lang Vlaams volksvertegenwoordiger tot hij op 22 juli 2004 toetrad tot de Vlaamse regering en als Vlaams volksvertegenwoordiger werd opgevolgd door Jan Loones. In de regering-Leterme I werd hij namelijk Vlaams minister van Bestuurszaken, Buitenlands Beleid, Media en Toerisme. Hij nam daarom ook ontslag als partijvoorzitter en werd in die functie opgevolgd door Bart De Wever.
Ook bij de federale verkiezingen van juni 2007 werd het kartel CD&V/N-VA de grootste partij. Door de mislukte pogingen om een staatshervorming te realiseren kwam het kartel steeds meer onder spanning te staan en in september 2008 besloot N-VA haar samenwerking met CD&V op te zeggen, om weer door te gaan als zelfstandige partij. Als gevolg hiervan diende Bourgeois op 22 september 2008 zijn ontslag als Vlaams minister in. Bourgeois zetelde hierna weer als Vlaams Parlementslid tot juni 2009. Hij leverde al meteen oppositie tegen de regering die hij verliet; dit tegen de gewoonte in dat ex-ministers zich enige tijd afwezig houden na hun aftreden.
Ook bij de Vlaamse verkiezingen van 7 juni 2009 werd hij rechtstreeks verkozen in de kieskring West-Vlaanderen. Een maand later, op 13 juli 2009 werd Bourgeois aangesteld als viceminister–president en minister in de regering-Peeters II met als bevoegdheden Bestuurszaken, Binnenlands Bestuur, Inburgering, Toerisme en Vlaamse Rand. Bij beslissing van de Vlaamse regering van 24 juli 2009 werd daar nog de bevoegdheid 'onroerend erfgoed' aan toegevoegd. Zijn mandaat als Vlaams volksvertegenwoordiger gaf hij door aan Wilfried Vandaele.
In juni 2010 nam hij deel aan de federale verkiezingen als lijsttrekker van de provincie West-Vlaanderen. Hij werd verkozen tot volksvertegenwoordiger. Om de eed af te kunnen leggen moest hij wel tijdelijk ontslag nemen als Vlaams minister. Dit gebeurde op 5 juli 2010. Twee dagen later werd hij opnieuw benoemd tot minister en nam hij ontslag uit de Kamer.
Na de Vlaamse verkiezingen van 25 mei 2014 legde hij op 17 juni 2014 tijdens de openingsvergadering van het Vlaams Parlement de eed af als Vlaams volksvertegenwoordiger. Op 25 juli 2014 werd hij ingezworen als minister-president van de Vlaamse regering en werd hij als lid van het Vlaams Parlement opgevolgd door Bert Maertens. Op 2 december 2015 werd hij in de plenaire vergadering van het Vlaams Parlement gehuldigd voor zijn 20 jaar parlementair/ministerieel mandaat.
Bourgeois leidde als Vlaams minister-president een centrumrechtse coalitie met CD&V en Open Vld, zonder communautaire agenda of projecten die de Vlaamse natievorming moesten versterken, al bestelde hij in 2016 wel een nieuwe studie naar de financiële transfers naar Wallonië en pleitte hij voor een Vlaamse Grondwet. Zijn beleid werd over het algemeen als degelijk beoordeeld, maar ook als weinig vernieuwend, ambitieus of wervend bestempeld. Ook werd hem binnen zijn partij aangewreven dat hij het Vlaamse beleidsniveau geen krachtiger gezicht wist te geven, om de Vlaamse natievorming aantrekkelijker te maken. 
In mei 2019 was Bourgeois lijsttrekker bij Europese verkiezingen. Hij was dus noodgedwongen geen kandidaat meer voor het Vlaams minister-presidentschap, een functie waarvoor N-VA voorzitter Bart De Wever kandideerde. Hij raakte verkozen in het Europees Parlement met 343.290 voorkeurstemmen, waarmee hij nipt de populairste kandidaat was. Om in het Europees Parlement te kunnen zetelen, moest Bourgeois op 2 juli 2019 ontslag nemen als Vlaams minister-president. Partijgenote en viceminister-president Liesbeth Homans werd zijn tijdelijke opvolger. In het Europees Parlement werd hij lid van de commissie voor internationale handel, tot 2022 lid van de commissie voor constitutionele zaken en plaatsvervangend lid van de commissie voor interne markt en consumentenbescherming.
Op 8 oktober 2019 werd hij in het kader van de federale regeringsformatie door koning Filip aangesteld als preformateur, samen met Rudy Demotte (PS). De twee kregen de opdracht om na te gaan of een regering tussen PS en N-VA, de twee grootste partijen langs beide kanten van de taalgrens, kans op slagen kon hebben. Ze boekten geen succes en op 5 november 2019 liep hun opdracht af.
Bij de verkiezingen in juni 2024 besloot Bourgeois geen verkiesbare plaats meer te aanvaarden en de actieve politiek te verlaten. Om zijn partij te ondersteunen werd hij wel lijstduwer van de Europese lijst van N-VA. Hij behaalde 82.459 voorkeurstemmen, zonder verkozen te geraken.
In september 2022 werd hij voorzitter van de raad van bestuur van de Universiteit Gent.

## Overzicht deelname politieke verkiezingen
- Vlaams Parlement 13 juni 1999 - 3e opvolger kieskring Kortrijk-Roeselare-Tielt - VU-ID
- Senaat 18 mei 2003 - 1e plaats Nederlands kiescollege - N-VA - niet verkozen
- Kamer van volksvertegenwoordigers 18 mei 2003 - 1e plaats kieskring West-Vlaanderen - N-VA - verkozen - zetelt tot 13 juni 2004
- Vlaams Parlement 13 juni 2004 - 2e plaats kieskring West-Vlaanderen - CD&V-N-VA - verkozen - Vlaams minister
- Europees Parlement 13 juni 2004 - 14e plaats kieskring Vlaanderen - CD&V-N-VA - verkozen - beslist niet te zetelen (Hij werd er vervangen door Frieda Brepoels.)
- Gemeenteraad 8 oktober 2006 - Izegem - 1e plaats - N-VA - verkozen
- Kamer van volksvertegenwoordigers 10 juni 2007 - 16e plaats West-Vlaanderen - CD&V-N-VA - niet verkozen
- Europees Parlement 7 juni 2009 - 12e plaats kieskring Vlaanderen - N-VA - niet verkozen
- Vlaams Parlement 7 juni 2009 - 1e plaats kieskring West-Vlaanderen - N-VA - verkozen - Vlaams minister
- Kamer van volksvertegenwoordigers 13 juni 2010 - 1e plaats kieskring West-Vlaanderen - N-VA - verkozen (45.848 voorkeurstemmen) (In 2010 nam hij kort ontslag uit de Vlaamse Regering om vormelijk de eed af te leggen in de Kamer. Vervolgens liet hij zich er onmiddellijk vervangen om opnieuw de eed af te leggen als Vlaams minister. Hij werd in de Kamer opgevolgd door Bert Maertens die 8.083 voorkeurstemmen behaalde.)[20]
- Gemeenteraad 14 oktober 2012 - Izegem - 29e plaats- verkozen
- Vlaamse verkiezingen van 25 mei 2014 - 1e plaats kieskring West-Vlaanderen - verkozen
- Europese verkiezingen 26 mei 2019 - 1e plaats Nederlands kiescollege - verkozen
- Europese verkiezingen 9 juni 2024 - 13e plaats Nederlands kiescollege - niet verkozen

## Persoonlijk
Geert Bourgeois is de schoonvader van Cieltje Van Achter.
- Digitale Bibliotheek voor de Nederlandse Letteren: bour067
- International Standard Name Identifier: 0000 0000 3382 4349
- Library of Congress Control Number: n2003110406
- Nederlandse Thesaurus van Auteursnamen: 24226820X
- Virtual International Authority File: 53532093
- WorldCat: E39PBJhmPGH7MQbytPVm78YVmd

Gaston Geens · Luc Van den Brande · Patrick Dewael · Bart Somers · Yves Leterme · Kris Peeters · Geert Bourgeois · Liesbeth Homans · Jan Jambon · Matthias Diependaele